# MS4A7
Subfamilia A de 4 dominios (que atraviesan la membrana) es una proteína que en humanos está codificada por el gen MS4A7 .
Este gen codifica un miembro de la familia de genes 4A que atraviesa la membrana, cuyos miembros se caracterizan por características estructurales comunes y límites de empalme de intrón/exón similares y muestran patrones de expresión únicos en células hematopoyéticas y tejidos no linfoides. Este miembro de la familia está asociado con una función celular madura en el linaje monocítico y puede ser un componente de un complejo receptor involucrado en la transducción de señales. Este gen está localizado en 11q12, en un grupo de otros miembros de la familia. Se han observado al menos cuatro variantes de transcripción empalmadas alternativamente que codifican dos isoformas distintas. 